# ブラックバーン エアデール
ブラックバーン エアデール
- 用途：試作機（偵察機）
- 設計者：F.A.バンパス
- 製造者：ブラックバーン・エアクラフト
- 運用者：不採用
- 初飛行：1924年
- 生産数：2
- 運用状況：退役

ブラックバーン エアデール（Blackburn R.2 Airedale）は、イギリスの試作偵察機。単葉・三人乗りの艦載機としてブラックバーン・エアクラフトが開発したが、採用には至らなかった。

## 開発
エアデールはイギリス空軍省の要求仕様37/22を満たすため、F.A.バンパスによって設計された。ブラックバーン ブラックバーンとの相違点として、単葉・高翼式の航空機であり、より良好な視界を得ていることが特徴となっていた。
木製の縦通材を使用した翼は低アスペクト比を実現しており、翼弦長は最大で38%に達した。中央部は良好な視界を得るために4分の1から半分の翼弦長となっており、翼端は四角形に近い形になっていた。主翼はN型の支柱で胴体に支えられており、航空母艦への収納の便宜を図るため、回転させて機体と水平にたたむことができた。
機体は準モノコック構造であり、アッシュ材の縦通材と合板の外装を有していた。機首には金属製の台座にむき出しのアームストロング・シドレー ジャガーIIIエンジン1基が据えられ、尾翼はブラックバーン ブラックバーンと同様のものであった。2号機は、尾翼の下に小型の安定板を取り付けていた。降着装置は、1軸の車輪とテールスキッドであったが、開発が進むにつれ車輪は2本の支柱で補強され、その両端にはアレスティング・フックが取り付けられた。これは、1926年までイギリス海軍で用いられた縦索式のアレスティング・ワイヤーに対応するものであった。
前方の操縦席は開放式であり、着艦時の良好な視界を得ていた。その後方となる中央部には、風防で覆われたナビゲーター（通信士兼任）の座席があり、この席からさらに風防に覆われていない後方の機銃手の座席にアクセスすることが出来た。パイロットが室内に入ることが必要な場合には、ナビゲーターが後方の折りたたみ座席の操縦装置で操縦することが可能であり、そのために操縦装置は二重化されていた。

## 運用
2機が製造され、1号機は1924年のテストでホーカー ヘッジホッグと採用を争った。試験の終了後1号機が墜落し、残る2号機はマートルシャム・ヒース基地に送られ、1926年まで試験は継続された。その結果、既存の2機種に対する十分な優位性は認められず、発注を得ることは出来なかった。ブラックバーンは、派生型としてより強力なエンジンを搭載し、複葉機としたR3.A案を考慮したが、計画に留まった。

## 要目[2]
- 乗員： 3名
- 全長： 36フィート4インチ（11.07m）
- 翼幅： 43フィート（14.02m）
- 全高： 14フィート3インチ（4.34m）
- 有効搭載量： 4,942ポンド（2,242kg）
- エンジン： アームストロング・シドレー ジャガーIII 1基 385hp（286kW）
- 最高速度：海面で120マイル/h（193km/h）
- 武装：0.5口径（12.7mm）ヴィッカース機銃（胴体）、0.303口径（7.7mm）ルイス機銃（後席、スカーフリング式銃座）